# Belgio ai XXI Giochi olimpici invernali
Il Belgio ha partecipato ai XXI Giochi olimpici invernali di Vancouver, che si sono svolti dal 12 al 28 febbraio 2010, con una delegazione di 8 atleti.

## Bob
| Gara                | Equipaggio                     | Manche 1 | Manche 2 | Manche 3 | Manche 4 | Totale  | Posizione |
| ------------------- | ------------------------------ | -------- | -------- | -------- | -------- | ------- | --------- |
| Bob a due femminile | Eva Willemarck Elfje Willemsen | 54"27    | 54"40    | 54"64    | 54"17    | 3'37"48 | 14        |

## Pattinaggio di figura
| Gara                  | Atleta               | Breve | Breve | Libero          | Libero          | Totale | Totale |
| Gara                  | Atleta               | Punti | Pos.  | Punti           | Pos.            | Punti  | Pos.   |
| --------------------- | -------------------- | ----- | ----- | --------------- | --------------- | ------ | ------ |
| Individuale maschile  | Kevin van der Perren | 72,90 | 12    | 116,94          | 18              | 189,84 | 17     |
| Individuale femminile | Isabelle Pieman      | 46,10 | 25    | non qualificata | non qualificata | 46,10  | 25     |

## Sci alpino
| Gara   | Atleta                | 1° manche  | 2° manche | Tempo totale | Posizione |
| ------ | --------------------- | ---------- | --------- | ------------ | --------- |
| Slalom | Bart Mollin           | non finito |           |              |           |
| Slalom | Jerke Van den Bogaert | 53"99      | 54"57     | 1'48"56      | 34        |

| Gara   | Atleta       | 1° manche | 2° manche | Tempo totale | Posizione |
| ------ | ------------ | --------- | --------- | ------------ | --------- |
| Slalom | Karen Persyn | 54"09     | 53"87     | 1'47"96      | 27        |

## Short track
| Gara   | Atleta       | Batterie | Batterie | Quarti di finale | Quarti di finale | Semifinali | Semifinali | Finale   | Finale |
| Gara   | Atleta       | Tempo    | Pos.     | Tempo            | Pos.             | Tempo      | Pos.       | Tempo    | Pos.   |
| ------ | ------------ | -------- | -------- | ---------------- | ---------------- | ---------- | ---------- | -------- | ------ |
| 500 m  | Pieter Gysel | 42"443   | 2        | 41"980           | 4                |            |            |          |        |
| 1000 m | Pieter Gysel | 1'25"613 | 3        |                  |                  |            |            |          |        |
| 1500 m | Pieter Gysel |          |          | 2'18"560         | 2                | 2'16"249   | 4          | 2'18"773 | 9      |